# Henri Gorce-Franklin
Pour les articles homonymes, voir Gorce et Franklin.

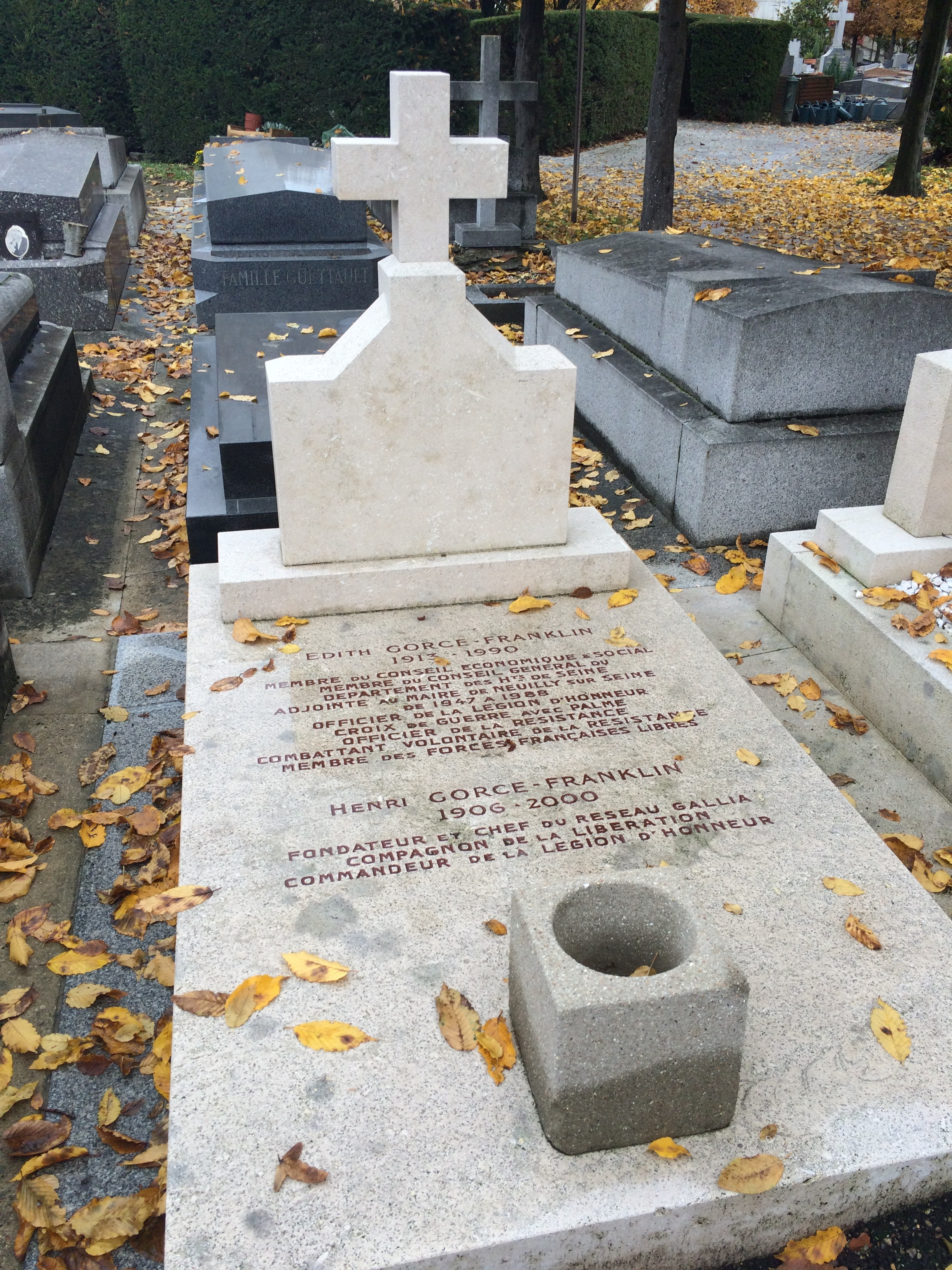
Tombe de Henri Gorce au cimetière nouveau de Neuilly.

Henri Gorce-Franklin, né le 7 décembre 1906 dans le 5e arrondissement de Lyon (Rhône) et mort le 17 février 2000 dans le 16e arrondissement de Paris), est un homme politique français et compagnon de la Libération. 
Il est connu pour avoir été très actif dans la Résistance française, en particulier au sein du réseau F2, puis du réseau Gallia qu'il crée en 1943, sous l'alias de résistance « Franklin ». Il est nommé par décret du 24 mars 1945 Compagnon de la Libération et sera titulaire de plusieurs décorations françaises et étrangères.
Sa femme Édith Gorce-Franklin, également engagée dans la Résistance à ses côtés, est après guerre conseillère municipale et adjointe au maire de Neuilly-sur-Seine Achille Peretti, puis conseillère générale des Hauts-de-Seine de 1973 à 1985.
Il est inhumé au cimetière nouveau de Neuilly-sur-Seine.

## Décorations
- Commandeur de la Légion d'honneur
- Compagnon de la Libération par décret du 24 mars 1945[2]
- Croix de guerre 1939–1945 (3 citations)
- Médaille de la Résistance française par décret du 6 avril 1944[4]
- Croix du combattant volontaire de la guerre de 1939–1945
- Croix du combattant volontaire de la Résistance
- Médaille commémorative des services volontaires dans la France libre
- Ordre du Service distingué (GB)
- Officier de l'ordre de la Couronne
- Croix de guerre

## Détail des fonctions et des mandats
Mandat parlementaire
- 25 novembre 1962 - 2 avril 1967 : Député de la 5e circonscription du Rhône

## Pour approfondir